# Bolliljesläktet
Bolliljesläktet (Scadoxus) är ett växtsläkte i familjen amaryllisväxter med nio, ofta mångformiga, arter från södra Afrika. 

## Systematik
Släktet skiljs från de närstående släktingarna i skärmliljesläktet (Haemanthus) genom att bladen har bladskaft som bildar en falsk stam, skärmliljorna saknar bladskaft. Mönjeliljesläktet (Clivia) bildar inte lökar, vilket bolliljesläktets arter gör.

## Arter
- Scadoxus cinnabarinus[1]
- Scadoxus cyrtanthiflorus[1]
- Scadoxus longifolius[1]
- Scadoxus membranaceus[1]
- Scadoxus multiflorus[1]
- Scadoxus nutans[1]
- Scadoxus pole-evansii[1]
- Scadoxus pseudocaulus[1]
- Scadoxus puniceus[1]

## Bildgalleri

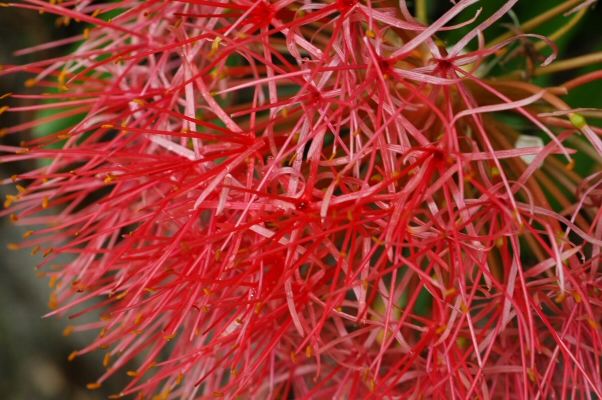
S. multiflorus, närbild på blomma.
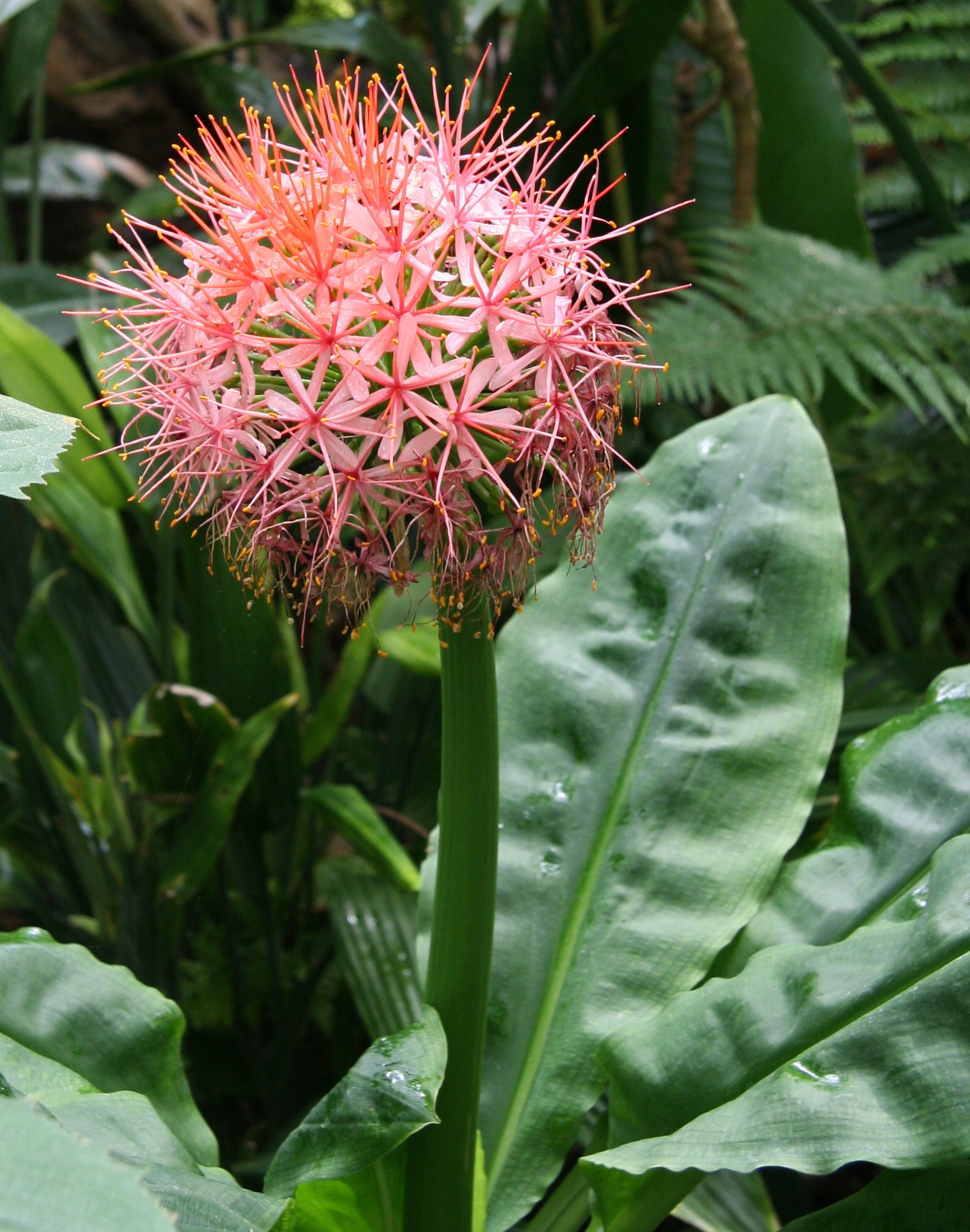
S. cinnabarinus från Dresdens botaniska trädgård.
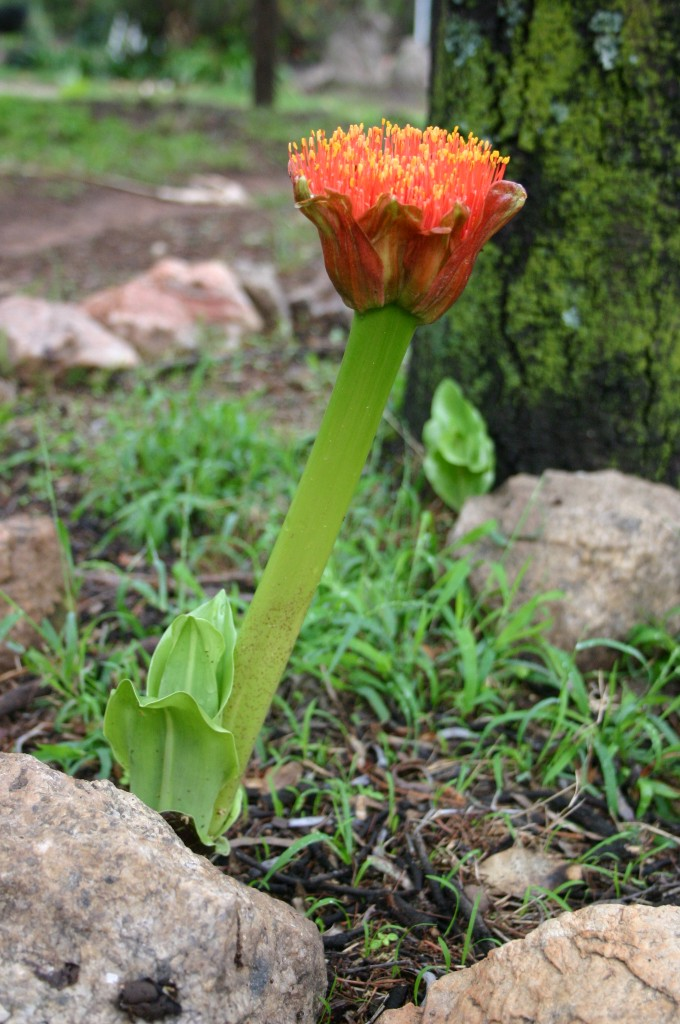
S. puniceus i en trädgård.
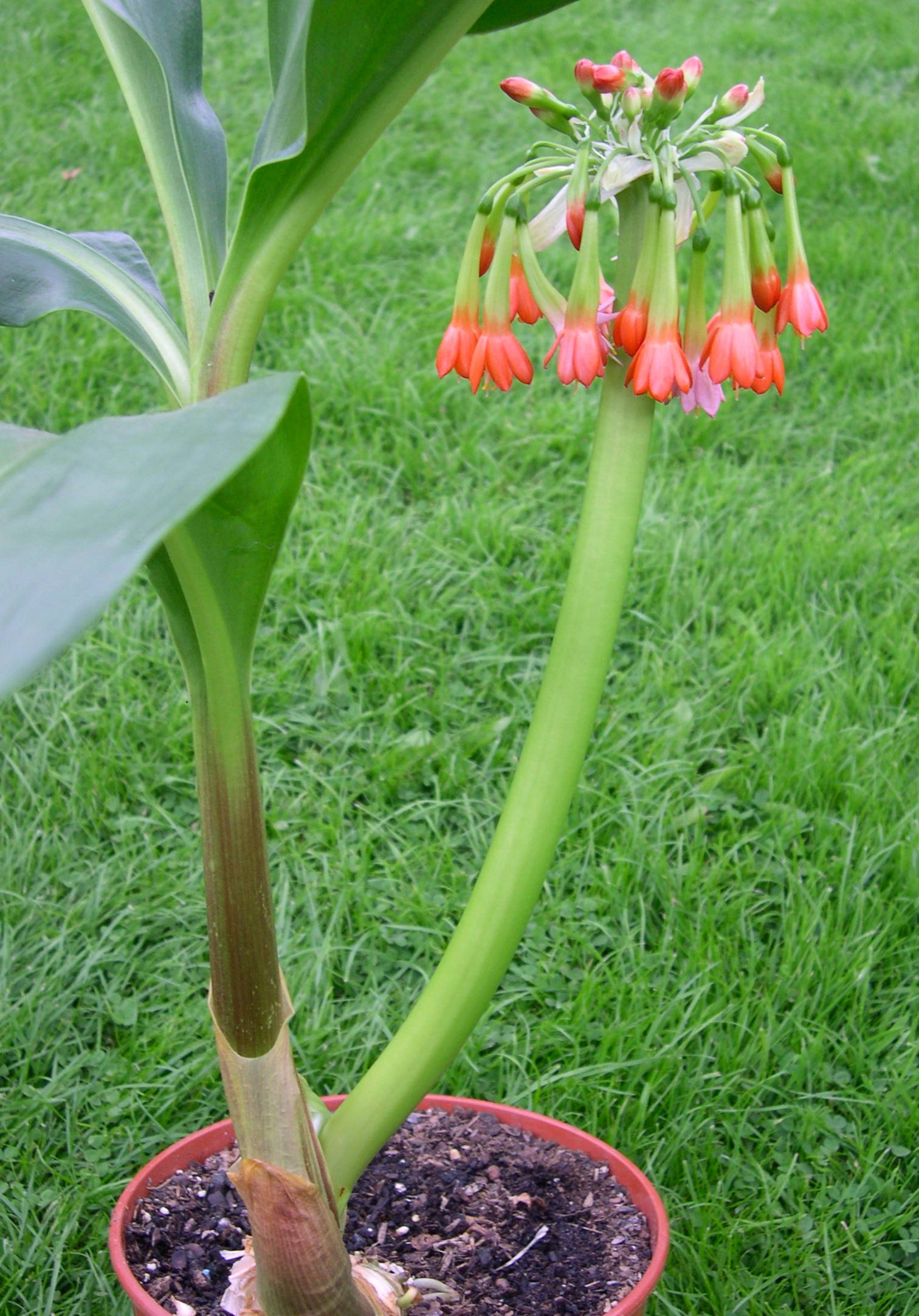
S. cyrtanthiflorus i kruka.